# Église Saint-Pierre de Savigny-sur-Braye
Pour les articles homonymes, voir Église Saint-Pierre.
L'église Saint-Pierre est une église catholique située à Savigny-sur-Braye, en France.

## Localisation
L'église est située dans le département français de Loir-et-Cher, sur la commune de Savigny-sur-Braye.

## Historique
L'édifice, dont la construction a débuté au XVe siècle, est inscrit au titre des monuments historiques en 1926.